# Стефанувка (Отвоцький повіт)
Стефанувка (пол. Stefanówka) — село в Польщі, у гміні Вйонзовна Отвоцького повіту Мазовецького воєводства.
У 1975-1998 роках село належало до Варшавського воєводства.